# قصعين أنغلماني
قصعين أنغلماني (الاسم العلمي:Salvia engelmannii) هو نوع من النباتات يتبع جنس القصعين من الفصيلة الشفوية.